# 卡林福特線
卡林福特線（英語：Carlingford Line）是一條悉尼西面的城市鐵路路線，是一條小型路線，來往奇街車站至卡林福特車站。它是以深藍色作為主線顏色。它于2020年1月5日停运，以便于和巴拉马打轻轨合并的改造。

## 定線

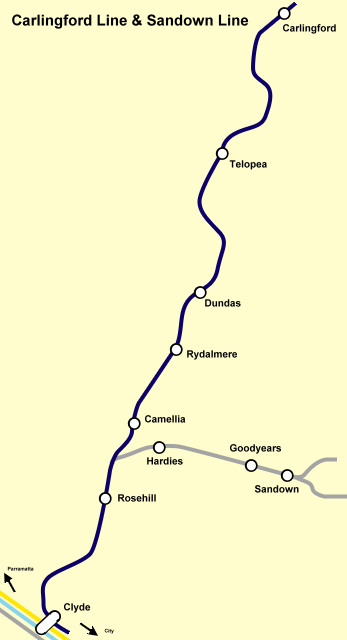
卡林福特線的定線

卡林福特線本是西線的一條支線，來往奇街和卡林福特。 由奇街出發，經過帕拉瑪塔道和M4高速公路。到達位於玫瑰山花園馬場內的玫瑰山站。在站的南邊，有兩條雙向的路軌，一條路軌通往山閘工業線(Sandown Line)，一條則繼績路程。在玫瑰山站有兩個月台，一個是只能容納四卡列車的卡林福特線月台；另一個就是能容納十六卡列車的山閘線月台，現在這個月台主要用作特別用途(例如玫瑰山花園馬場賽馬的日子)。接着定線會繼續東北方向前進，經帕拉瑪塔河前往卡林福特。往後的路線都會以單軌雙程行走，並沒有任何地方給予兩架列車同時行走（因此班次很疏落，但如果鋪設雙軌，理論上大概會以每5分鐘一班列車。不過城市鐵路當局在時間和金錢上令雙軌化的願望落空了，這可歸久於這條路線擁有較少乘客量）。在卡林福特線和卡米那之間各設一個能容納四輛市郊列車的月台(即使一般列城市鐵路列車擁有八卡)，這是因為電力供應有限。在以前奇街曾是主要作為西線、南線和卡林福特線的轉車站，不過根據2005年的時間表，南線不會經過奇街站。

## 歷史

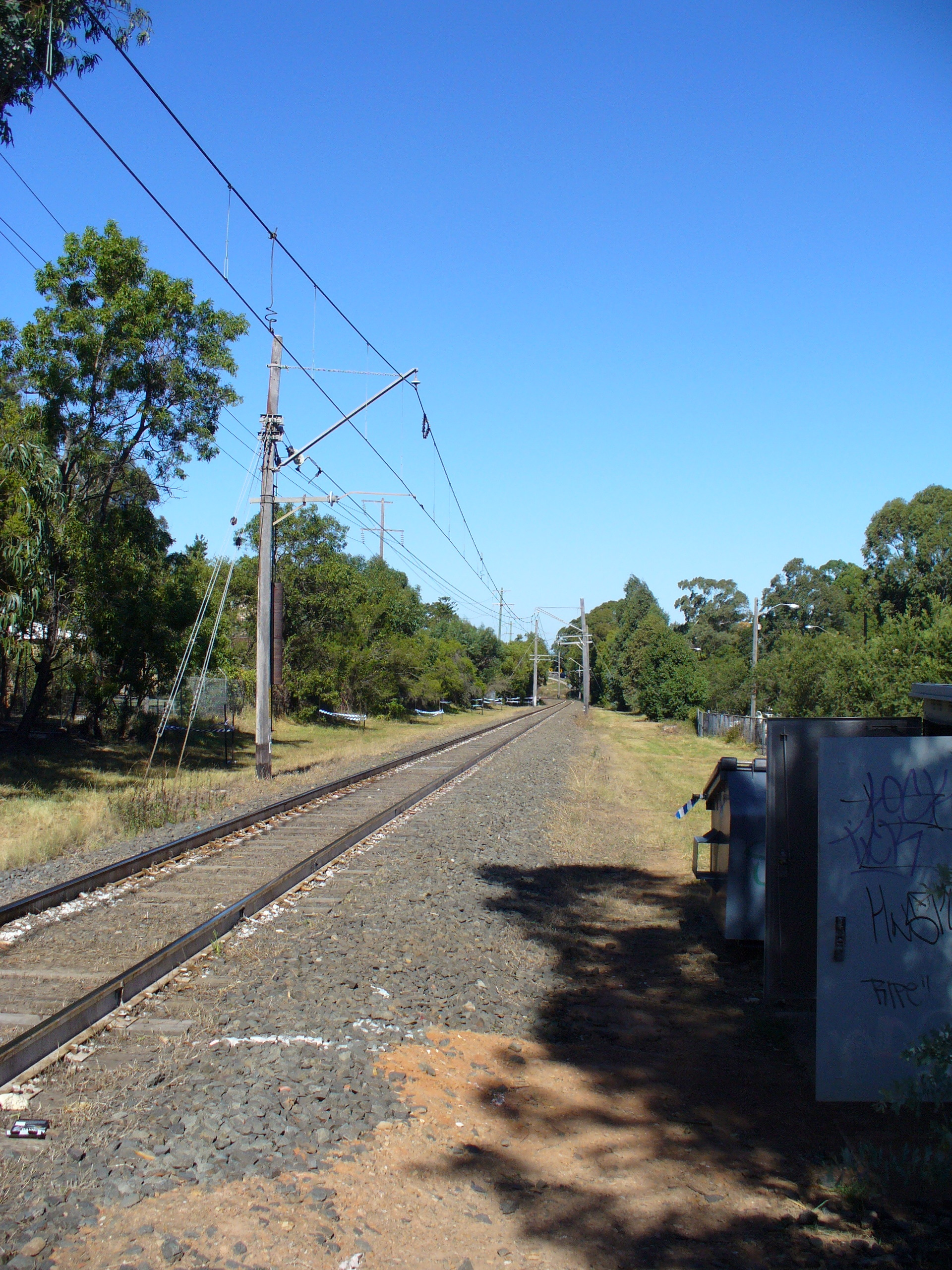
德奴巴車站(Dundas)

該線分兩個階段：奇街至卡米那段於1888年十一月十七日 開啟，剩下的路段則於1896年四月二十日開啟。花郵站則在1925年加插。起初，該路線是由兩間公司各自經營。由奇街至玫瑰山的路段是由約翰‧賓力所擁有，而玫瑰山至卡林福特的路段則由玫瑰山鐵路公司所經營；但是在1896年整條卡林福特線被銀行收回，1898年 被新南威爾斯政府收購並於2年後的8月1日重新開幕。

### 電氣化及後期歷史
奇街至玫瑰山的路段在1936年12月12日完成電氣化，剩下的路段在1959年8月9日完成。電氣化後，由三輛單層列車變為Y系列列車行走該線，直至1993年。路線主色轉為橙色，在1991年隨西線轉為黃色。今日我們所見到的主色（深藍）是2000年才出現的。路線本來預期和「珀拉馬特 — 愛蘋」線整合（本來是「珀拉馬特 — 愛蘋」線，不過被取消了）  ，從2005的地圖中可見該線已縮為愛蘋至談林線。

## 未來定線
在城市鐵路路線清理計畫下，2010年卡林福特線會有多條路軌。這是因為懷特茉站(Rydalmere)將會建成一個會車線(crossing loop)，因此列車班次會縮短至半小時一班次。

## 服務及車站
大多的的服務都是由奇街至卡林福特，不過早上的繁忙時間會有一班列車由奇街前往中央火車站（途經蓋谷車站(Lidcombe)、闊河谷和紅厥），另設由蓋谷至卡林福特的列車服務。至於其它服務，乘客需在奇街站轉車。在賽馬日，則有加設服務前往玫瑰山花圖馬場，並停於前山閘線月台中。 并在2002年12月撤除电陶罐之前在Sandown分支机构稳定过。 从2007年2月12日开始，大多数服务使用的是四列千年列车，不過每個周未都一輛四卡車的S系列車服務。
| 非繁忙時間服務(每小時) |   |
| 星期一至五日間         | 1 |
| 星期一至五夜間         | 1 |
| 周末日間               | 1 |
| 周末夜間               | 1 |

### 車站
| 車站       | 車站編碼 | TravelPass區域 | 距離中央站（km） | 區域                        | 停站模式 | 停站模式 | 接駁 |
| 卡林福特線 |          |                |                  |                             |          |          |      |
| 奇街       | CYE      | 黃             | 20               | 蘭鎮                        |          |          | 西線 |
| 玫瑰山     | RSL      | 黃             | 22               | 卡米那、玫瑰山、 哈里斯公園 |          |          | N/A  |
| 卡米那     | CEL      | 黃             | 23               | 卡米那、玫瑰山              |          |          | N/A  |
| 懷特茉     | RYD      | 粉紅           | 24               | 懷特茉                      |          |          | N/A  |
| 登達斯     | DDS      | 粉紅           | 25               | 登達斯、燕麥地              |          |          | N/A  |
| 德奴巴     | TEA      | 粉紅           | 26               | 德奴巴、登達斯谷            |          |          | N/A  |
| 卡林福特   | CGF      | 粉紅           | 28               | 卡林福特                    |          |          | N/A  |